# Elizabeth Anscombe
Gertrude Elizabeth Margaret Anscombe (G.E.M. Anscombe) (Limerick Irlanda, 19 de março de 1919 — Cambridge Reino Unido, 5 de janeiro de 2001) foi uma filósofa da filosofia analítica do Reino Unido. Deteve a cátedra de Filosofia da Universidade de Cambridge entre 1970 e 1986.
O seu trabalho filosófico, muito do qual contra a corrente, abrange a ética, a filosofia da mente, a filosofia da religião. É conhecida pelo seu forte pendor analítico e por uma tendência absolutista antiutilitarista sobre certas questões de ética.
Elizabeth foi considerada por alguns como a maior filósofa inglesa de sua geração. Ela foi professora de filosofia em Cambridge de 1970 a 1986, tendo já, como pesquisadora em Oxford nos anos 50, ajudado a mudar o curso da filosofia moral. Também influente na filosofia da mente, ela foi pioneira na teoria da ação contemporânea, e o preeminente filósofo Donald Davidson classificou sua monografia de 1957 como “o melhor trabalho sobre raciocínio prático desde Aristóteles.” Anscombe também levou Wittgenstein, provavelmente o maior filósofo do século XX, ao conhecimento público.

## Biografia
Anscombe nasceu em 18 de março de 1919, em Limerick, na Irlanda. Seus pais, Allen W. Anscombe e Gertrude Elizabeth Anscombe eram da Inglaterra. Ela estudou filosofia no St. Hugh's College, Oxford, graduando-se em 1941. Ela se casou com o filósofo Peter Geach e eles tiveram sete filhos.
Wittgenstein morreu em 1951, tendo nomeado Anscombe como um dos três executores literários de sua propriedade. Wittgenstein notoriamente disse que "problemas filosóficos surgem quando a linguagem sai de férias", e falou em tentar curar tais problemas examinando a forma como usamos os conceitos. Anscombe aplicou uma terapia analítica do tipo Wittgenstein à filosofia da mente. Mas sua aplicação era muito mais sistemática e completa do que as sugestões sugestivas e enigmáticas de Wittgenstein, e também era distintamente sua. Na intenção, ela criticou a forma como os filósofos, desde Descartes, tiveram uma concepção de conhecimento, mesmo conhecimento de suas próprias ações, como "incorrigivelmente contemplativa", passiva, especulativa. De fato, ela disse, sabemos quais são nossas intenções sem observação; e entre alguém observando e alguém planejando e executando uma ação, há o que ela chamou de diferença na "direção do ajuste" (da ação ao pensamento).
Anscombe achava que a filosofia moderna havia entendido mal a ética. Em seu artigo Modern Moral Philosophy (1958), ela argumentou que noções como "obrigação moral", "dever moral", "moralmente correto" e "moralmente errado" são agora ressacas vazias da ideia judaico-cristã de uma lei Deus de ação. Anscombe, é claro, acreditava firmemente em Deus, mas estava examinando a maneira como a linguagem era realmente usada e a ética cumprida. Ela argumentou que "deveria" se tornou "uma palavra de força mesmérica", já que não tem mais o corolário "porque somos comandados por Deus".
Está sepultada no Ascension Parish Burial Ground.